# 恩里科·佩鲁科尼
恩里科·佩鲁科尼（義大利語：Enrico Perucconi，1925年1月4日—2020年7月15日），意大利男子田径运动员，主攻短跑。他曾代表意大利参加1948年夏季奥林匹克运动会田径比赛，获得男子4×100米接力铜牌。